# Windows CE
Windows CE (nu officiellt kallat Windows Embedded Compact, tidigare även Windows Embedded CE) är ett operativsystem från Microsoft. Windows CE är främst till för så kallade inbyggda system. Den sista versionen som släpptes var version 8.0 (Embedded Compact 2013) som användes som grund för Windows-smartphones till dess operativsystemet lades ner 2017.

## Användningsområden
Windows CE är ett operativsystem för inbyggda system. Detta kan vara GPS-navigatorer, digitala fotoramar och mobiltelefoner.

### Windows Mobile
Microsofts tidigare operativsystem för mobiltelefoner, Windows Mobile, är byggt ovanpå Windows CE. Windows Mobile var som ett skal för Windows CE.

### Windows Phone
Likt Microsofts tidigare mobila operativsystem byggde Windows Phone på Windows CE. Microsoft har uppgett att Windows Phone 7 bygger på en hybrid mellan Windows Embedded CE 6.0 R3 och Windows Embedded Compact 7.

## Versioner
| Version                    | Släppt         |
| -------------------------- | -------------- |
| Windows CE 1.0             | november 1996  |
| Windows CE 2.0             | september 1997 |
| Windows CE 3.0             | juni 2000      |
| Windows CE 4.0             | januari 2002   |
| Windows CE 5.0             | augusti 2004   |
| Windows Embedded CE 6.0    | september 2006 |
| Windows Embedded Compact 7 | mars 2011      |
| Windows Embedded Compact 8 | 2013           |